# 謝和弦
謝和弦（1987年4月15日—），綽號阿扣，臺灣創作男歌手。2003年曾加盟華研唱片，2020年成立馬槽音樂。曾於2022年參選台北市中正萬華區市議員。

## 生平
出生於南投縣埔里鎮，父母離異，由爺爺奶奶撫養長大。16歲時，搬到臺北市後開始音樂創作。
謝和弦在16歲時登上綜藝節目《我猜我猜我猜猜猜》演唱糯米糰的〈跆拳道〉以及原創歌曲〈這是最後一次〉，並贏得節目舉辦的「獵星行動 新人選拔賽」冠軍，得到與華研國際音樂的經紀合約，但後來雙方提早解約。
謝和弦最早於網路發跡，他透過將音樂放在自己的無名小站部落格，在網路上引發關注，但也曾經因為將自己的創作音樂放上網，遭到中華音樂著作權協會（MUST）指違反著作權遭到強制關閉部落格。
2009年4月15日，透過亞神音樂發行首張錄音室專輯《雖然很芭樂》。
2011年5月27日，透過亞神音樂發行第2張錄音室專輯《於是長大了以後》。
2014年1月8日加盟華納唱片，隔年6月5日發行第3張錄音室專輯《愛不需要裝乖》。
2017年5月25日，謝和弦在新浪微博上表示自己并不在意中国大陸市场，在台湾的工作收入已经很知足了，并不打算去中国大陸賺钱，會在微博上發文只是想讓遠方支持的朋友知道「他還活著」。
2017年7月3日，謝和弦在新浪微博上釋出一段影片，其頭戴墨鏡，為了反斥“台灣人窮”的言論，便隨手剪爛身邊的服飾和衣帽，並在片尾解釋說該舉動是要證明用錢買不到“骨氣”。
2017年12月24日，謝和弦於Facebook發文表示有意選埔里鎮長，主因是看不慣家鄉城鄉差距等問題。
2018年5月31日，謝和弦於Facebook發文，透露自己不只是想要做埔里鎮長，目標是要當上「南投縣長」，誓言要讓南投縣脫貧。並對勸退他的人嗆聲：「謙你貓的卑，請我爸勸退也沒用！」直批台灣政府太廢，「年輕人已厭惡黨派鬥爭，老百姓也賺不到錢養生」，他認為選舉是唯一可以合法打政府臉的管道，呼籲大家「一起善用它吧！」。
2019年10月8日，疑因政治立場在創作理念上現分歧，與華納唱片和平解約。
2020年，自立門戶成立馬槽音樂。
2022年9月1日，宣布參選台北市中正萬華區市議員。

## 感情生活
2021年2月，謝和弦表示將與陳緗妮（莉婭）於同年7月舉辦婚禮。2021年4月15日，在謝和弦生日當天，正式在三重戶政事務所登記結婚。目前育有2女。

## 爭議事件

### 抄襲事件
2011年7月8日，謝和弦發表「寂寞瘋了」作品，被同為南投的饒舌歌手顏冠希JY質疑抄襲美國作品"you got me"，並發表DISS歌曲「抄瘋了」，引起兩人粉絲在網路大戰。

### 呼麻事件
2012年8月3日，謝和弦透過臉書發文表示自己吸食大麻，隨後到案亦自認吸毒，藥檢結果亦呈陽性反應，地檢署傳喚其出庭應訊。所屬的亞神音樂已表示待官司告一段落後會與其解約。期間，謝和弦父親謝志孟在專訪時表示，曾將被診斷出有躁鬱症的謝和弦送至南投草屯公立療養院接受治療。

### 暴走失控辱罵
2012年9月28日，謝和弦在臉書貼出公開道歉文，表示已得到應得的警惕和教訓，並為此不良示範致歉，此外，並未向其他被罵的藝人道歉。
2012年10月6日，因謝和弦在暴走事件後仍不斷在臉書發表不適當言論，其唱片公司亞神音樂要求解約，謝和弦便在臉書上發表「我會死給你們看」等言論。
2012年10月7日，謝和弦在臉書上暗指演藝圈大哥以「出外景」為由拐騙女孩，並點名「胡姓大哥與吳姓大哥」。11月4日，因謝和弦指名吳姓大哥就是吳宗憲，吳宗憲則表示已經在蒐集資料，並考慮提告。2017年8月19日，《ETNEWS》高校畢業歌活動上，謝和弦向吳宗憲道歉。

### 二次呼麻
2019年12月5日，新北市海山分局接獲其妻Keanna檢舉，指稱板橋區一處民宅內有人吸毒，警方抵達現場後發現持有毒品者為謝和弦，現場查扣大麻10多公克。謝和弦隨即被警方帶回派出所偵訊，隔日新北地檢署裁定三萬元交保。

### 中國時報噴漆事件
2019年12月14、15日，謝和弦因不滿《中國時報》相關報導，兩度噴漆中國時報大樓，遭警方依違反社會秩序維護法送辦裁處。

## 音樂作品

### 正規專輯
| 專輯 | 名稱                   | 發行時間                                      | 發行公司 | 曲目 |
| ---- | ---------------------- | --------------------------------------------- | -------- | --- |
| 1st  | 《雖然很芭樂》         | 2009年4月15日                                 | 亞神音樂 | 曲目 1. 牧羊少年的奇幻之旅 2. 謝和弦 3. 不過是想 4. 雖然很芭樂 5. 關於 6. 依賴 7. 過來人 8. 我們都成了大人 9. 無法定義 10. 大時代的偶像劇 11. 請你不通嫌棄我 12. 雜草精神 13. 對你愛不完                                                                                                  |
| 2nd  | 《於是長大了以後》     | 2011年5月27日                                 | 亞神音樂 | 曲目 1. 於是長大了以後 2. 寂寞瘋了 3. 柳樹下 4. 海洋 5. CRAZY FOR U 6. 夢幻女郎 7. 牽心萬苦 8. 在一起 9. The Rock 10. 我不會讓你失望 |
| 3rd  | 《不需要裝乖》         | 2015年6月5日                                  | 華納音樂 | 曲目 1. 你媽沒有告訴你嗎 2. 女孩妳知道嗎 3. Save Me (feat. 陳嘉唯) 4. 這是最後一次 5. Let It Be 6. 台北台北 7. Feel Good (feat. 陳芳語) 8. 壞學生 9. 那一定很帥 10. 甘願 11. 愛不需要裝乖 (feat. 王詩安) 12. 搖滾沒有死掉 (feat. 林志融、獨步、艷薇、艾瑋倫) 13. 擁抱失敗                 |
| 4th  | 《要你知道》           | 2016年8月26日                                 | 華納音樂 | 曲目 1. 本事 2. 每個玩音樂的人 (feat. 陳零九、玖壹壹) 3. 謝謝妳愛我 4. 就是要你知道 (feat. Sea Level) 5. 光害 6. 不愛，也是愛我 (feat. 李佳薇) 7. 足夠 (feat. Sea Level) 8. 你甘攏袂不甘 9. 看到你就黑皮 10. 在沒有你以後 (feat. 張智成) 11. 蘋果 (feat. 頑童MJ116-瘦子) 12. 報告那個班長 |
| 5th  | 《像水一樣》           | 2018年12月14日                                | 華納音樂 | 曲目 1. 像水一樣 2. 酷 3. It's You (feat. 王艷薇) 4. 備胎 (feat. Eetu Kalavainen) 5. 安怎講 (feat. 阿夜) 6. 你是真的離開我 7. 就是在講你喔 8. 幸福不上鎖 (feat. 林京燁) 9. 那不是雪中紅 10. 我不是白馬王子 (feat. 高爾宣、李杰明) 11. 依賴 12. 31歲菜鳥新人                               |
| 6th  | 《2203扣人心弦（上）》 | 2020年12月15日（數位） 2020年12月31日（實體） | 馬槽音樂 | 曲目 1. 2203 2. 台灣的歌 3. Jenny 4. 阿母啊 5. 大尾鱸鰻 6. 一世人一個名 7. 小星星(陳緗妮feat.謝和弦) |
| 7th  | 《哈們》               | 2022年1月28日（數位） 2022年2月25日（實體）   | 馬槽音樂 | 曲目 1. 抱歉我是渣男 2. 人肉真好吃 (feat. 2000) 3. 紐約女孩 4. 雖然我壞壞 (feat. 固定客GOODICK) 5. 陽明山的聖誕節 6. 哈們 (feat. 潘信維) |
| 8th  | 《2203扣人心弦（下）》 | 2024年10月25日（數位） 2024年11月18日（實體） | 馬槽音樂 | 曲目 1. Happy來過年 2. 全都看得見 3. 有你陪我走 4. 只欠一句我愛你 5. 同病相憐 6. 隱形的翅膀 7. 我們都成了大人2.0 8. 做妳的靠山 9. 爸爸辛苦了 (feat.王士榛) 10. 只要有你和我 (陳緗妮feat.謝和弦)                                                                                           |

### EP
| EP  | 名稱                             | 發行時間       | 發行公司 | 曲目                                                                   |
| --- | -------------------------------- | -------------- | -------- | ---------------------------------------------------------------------- |
| 1st | 《我叫做謝和弦謝和弦是我的本名》 | 2009年2月20日  | 亞神音樂 | 曲目 1. 謝和弦 2. 玩命關頭 3. 不過是想                                 |
| 2nd | 《地球其實沒有那麼危險》         | 2009年12月11日 | 亞神音樂 | 曲目 1. 海平面 2. 地球其實沒有那麼危險 3. 牧羊人 4. 一句話 5. 白色幽默 |

### 已發表的創作
| 發行日期   | 專輯收錄                                  | 歌曲                         | 主唱                           | 作詞                                | 作曲                        | 備註         |
| ---------- | ----------------------------------------- | ---------------------------- | ------------------------------ | ----------------------------------- | --------------------------- | ------------ |
| 2005年12月 | 《終極一班電視原聲帶》                    | 終極一班                     | Tank                           | 謝和弦                              | Tank                        | 和唱：謝和弦 |
| 2005年12月 | 《終極一班電視原聲帶》                    | 從今以後                     | Tank                           | 謝和弦/Tank                         | Tank                        |              |
| 2007年8月  | 唐禹哲《愛我》                            | 只欠一句 我愛你              | 唐禹哲                         | 謝和弦                              | 謝和弦                      |              |
| 2007年8月  | 《終極一家電視原聲帶》                    | 嗚啦巴哈                     | 謝和弦、汪東城、藍心湄、黃小柔 | 謝和弦、顏璽軒                      |                             | 印尼歌曲     |
| 2007年8月  | 《東城衞 & R.Chord-合作創作單曲》         | 夠愛                         | 謝和弦                         | 謝和弦                              | 陈德脩                      |              |
| 2007年12月 | 《惡作劇2吻電視原聲帶》                   | 你曾經讓我心動               | 謝和弦                         | 謝和弦                              | 謝和弦                      |              |
| 2009年     | 《強辯之【終極三國】三團鼎立SUPER大鬥陣》 | 夠愛                         | 曾沛慈                         | 謝和弦                              | 東城衞-脩                   | 原唱：謝和弦 |
| 2011年     | 《月球漫步》                              | 那不是雪中紅                 | JPM                            | 謝和弦                              | 謝和弦                      |              |
| 2012年8月  | 《LanDIVA》演唱會專輯                     | Say Yeah                     | 藍心湄                         | 謝和弦、克麗絲叮（Christine Welch） | 謝和弦、Skot Suyama（陶山） |              |
| 2012年8月  | 《LanDIVA》演唱會專輯                     | 到底是哪個混蛋敢欺負我的朋友 | 藍心湄                         | 謝和弦                              | 謝和弦                      |              |
| 2014年4月  | 《擁抱失敗》數位單曲                      | 擁抱失敗                     | 謝和弦                         | 謝和弦                              | 謝和弦                      |              |
| 2018年8月  |                                           | 台灣的未來                   | 謝和弦                         | 謝和弦                              | 謝和弦                      |              |

## 電視劇
| 年度       | 播出頻道         | 劇名             | 飾演    |
| ---------- | ---------------- | ---------------- | ------- |
| 2005年     | 八大電視台       | 《終極一班》     | 鯊魚    |
| 2006年11月 | 華視、八大電視台 | 《花樣少年少女》 | 司馬樹  |
| 2007年8月  | 八大電視台       | 《終極一家》     | a Chord |
| 2009年     | 民視、八大電視台 | 《終極三國》     | 杜遠    |
| 2014年     | 八大電視台       | 《終極X宿舍》    | a Chord |

## 獎項紀錄
| 年份 | 屆次                     | 專輯               | 獎項             | 入圍                             | 結果 |
| ---- | ------------------------ | ------------------ | ---------------- | -------------------------------- | ---- |
| 2010 | 第21屆金曲獎             | 《雖然很芭樂》     | 最佳新人獎       | 《雖然很芭樂》                   | 提名 |
| 2012 | 第15屆中華音樂人交流協會 | 《於是長大了以後》 | 年度十大單曲     | 〈柳樹下〉                       | 獲獎 |
| 2012 | 第23屆金曲獎             | 《於是長大了以後》 | 最佳年度歌曲獎   | 〈於是長大了以後〉               | 提名 |
| 2012 | 第23屆金曲獎             | 《於是長大了以後》 | 最佳作曲人獎     | 〈於是長大了以後〉               | 提名 |
| 2012 | 第23屆金曲獎             | 《於是長大了以後》 | 最佳單曲製作人獎 | 何官錠、謝和弦〈於是長大了以後〉 | 提名 |
| 2012 | 第23屆金曲獎             | 《於是長大了以後》 | 最佳音樂錄影帶獎 | 比爾賈〈寂寞瘋了〉               | 獲獎 |

## 外部連結
- 謝和弦的Facebook專頁
- 謝和弦的Instagram帳戶
- 謝和弦的新浪微博
- YouTube上的謝和弦頻道